# Mora County
Mora County är ett administrativt område i delstaten New Mexico, USA. År 2020 hade countyt 4 189 invånare. Den administrativa huvudorten (county seat) är Mora.
Fort Union nationalmonument ligger i countyt.

## Geografi
Enligt United States Census Bureau så har countyt en total area på 5 008 km². 5 002 km² av den arean är land och 6 km² är vatten.
Countyts högsta punkt är toppen på Truchas Peak på en höjd av 3 993,5 meter över havet.

### Angränsande countyn
- Colfax County, New Mexico - nord
- Harding County, New Mexico - öst
- San Miguel County, New Mexico - syd
- Santa Fe County, New Mexico - väst
- Rio Arriba County, New Mexico - väst
- Taos County, New Mexico - nordväst